# KULTURmobil
KULTURmobil ist das Tourneetheater des Bezirks Niederbayern. Das Projekt wird vom Kulturreferat des Bezirks Niederbayern organisiert. Leitender Kulturdirektor, Projektleiter und Intendant ist Maximilian Seefelder.

## Über das Projekt
Seit 1998 besucht das KULTURmobil mit dem LKW jeden Sommer 30 Gemeinden in ganz Niederbayern. Der LKW dient gleichzeitig als Bühne. Der Eintritt zu den Vorstellungen ist frei, da das Projekt hauptsächlich vom Bezirk Niederbayern und durch einen Gastspielbeitrag von den teilnehmenden Gemeinden finanziert wird.
Täglich werden zwei Vorstellungen geboten: nachmittags ein Stück für Kinder und abends ein Stück für Erwachsene.
Mit ungefähr 30 Mitwirkenden legt KULTURmobil jedes Jahr auf seiner Tournee ca. 6000 km zurück. Bisher wurden 160 der 258 niederbayerischen Gemeinden besucht. Jährlich besuchen ca. 12.000 Menschen die Vorstellungen.